# Ronald Giphart
Ronald Edgar Giphart (Dordrecht, 17 december 1965) is een Nederlandse schrijver en diskjockey. Hij werd bekend met boeken als Ik ook van jou (1992) en Phileine zegt sorry (1996), die bovendien werden verfilmd.

## Biografie
Ronald Giphart werd op 17 december 1965 geboren te Dordrecht, als zoon van een huisvestingsambtenaar en Wijnie Jabaaij, die later Tweede Kamerlid zou worden voor de PvdA. Hij heeft één zus: Karin. Zijn ouders scheidden toen Giphart 11 was. Hij ging met zijn vader in Soest wonen en verhuisde in 1987 naar Utrecht, waar hij Nederlands ging studeren. Na drie jaar brak hij zijn studie af. 
Tijdens zijn werk als nachtportier begon Giphart te schrijven. Hij debuteerde in 1992 met Ik ook van jou. Hij schreef daarna nog diverse romans en was redacteur van het literair tijdschrift Zoetermeer. Giphart publiceert in uiteenlopende tijdschriften, waaronder voorheen in het NS-tijdschrift Rails, waarvan hij enige tijd hoofdredacteur was. Hij schreef ook onder het pseudoniem Arnold Hitgrap, een anagram.
In 1998 maakte hij samen met Joost Zwagerman de literaire theatershow Hamerliefde, die in 2000 wegens succes werd verlengd. In datzelfde jaar was hij bij de gemeenteraadsverkiezingen lijstduwer voor de lokale partij Leefbaar Utrecht.
In 2003 was zijn novelle Gala het boekenweekgeschenk, over trouw en ontrouw, liefde en dood. Sommige christelijke boekhandels weigerden het geschenk te verstrekken vanwege de godslasterlijke taal, het voorkomen van overspel en bedrog. De Bond tegen vloeken protesteerde tegen de islamgrievende scènes in het boek.
Giphart trad ook op in het theater; in het seizoen 2005/2006 met Bart Chabot en Martin Bril in het programma Giphart en Chabot met Bril.
De schrijver zat de jury van de Grote Jongerenliteratuur Prijs voor.
Ook schreef Giphart columns voor dagblad de Volkskrant en voor het tijdschrift KIJK. Van augustus 2016 tot en met 1 februari 2020 schreef Giphart voor het Algemeen Dagblad een wekelijkse column over eten, waarin telkens een recept werd weergegeven.
Giphart trouwde in 1997 met keramist en kookboekenschrijver Mascha Lammes en heeft twee zonen (Broos en Lasse) en een dochter (Tip).
In 2020 stond Giphart samen met Jaap Robben in het theater met Alle Soorten, JA.
In 2021 stapte Roland Giphart over van NPO Radio 1 naar Radio Veronica om daar het zondagmiddagprogramma Phil Collins zegt sorry te presenteren. In 2022 kreeg Giphart het nachtprogramma Nachtclub Veronica van 00.00 tot 02.00 uur dat elke maandag-, dinsdag-, woensdag- en vrijdagnacht te horen is. 

## Prijzen
- 1993 - Gouden Ezelsoor voor Ik ook van jou
- 2004 - C.C.S. Crone-prijs voor zijn gehele oeuvre

#### Romans
- 1992 - Ik ook van jou
- 1993 - Giph
- 1996 - Phileine zegt sorry
  - Phileine chiede scusa (Italiaanse vertaling)
  - Der Volltreffer (Duitse vertaling)
- 2000 - Ik omhels je met duizend armen
  - Ich umarme dich vieltausendmal (Duitse vertaling)
- 2005 - Troost
  - 요리사 트로스트 (Koreaanse vertaling)
  - Σημειο βρασμου (Griekse vertaling)
  - Heiß [Heiss] (Duitse vertaling)
  - Troost (Italiaanse vertaling)
- 2010 - IJsland
- 2015 - Harem
- 2016 - Lieve
- 2019 - Alle tijd

#### Verhalenbundels / novelles
- 1995 - Het feest der liefde (verhalen)
- 1997 - Schrijvers zijn mensen (verhalen)
- 1998 - Planeet literatuur (verhalen)
- 1999 - De voorzitter. Episodische novelle (novelle)
- 2001 - Ten liefde! (verhalen)
- 2003 - Gala (Boekenweekgeschenk)
- 2004 - Kerstverhaal, gevaarlijk eten (novelle)
- 2006 - Heblust (novelle)
- 2007 - 7 jaar goede seks (novelle speciaal voor de Viva, ook uitgebracht als podcast)
- 2009 - Mijn vrouw & andere stukken (verhalen)
- 2012 - De wake (drie lange verhalen, één verhaal is in 2013 ook in stripvorm uitgegeven door Nanne Meulendijks)
- 2021 - Nachtangst (novelle)

#### Non-fictie / Kookboeken
- 1998 - Frühstück no future (samen met Gérard van Kalmthout)
- 1999 - De liefde die Feyenoord heet (samen met Peter Blokdijk en Rob van Scheers)
- 1999 - Willem de Dikke. De wondere avonturen van onze kroonprins (samen met Bert Natter)
- 2001 - Het leukste jaar uit de geschiedenis van de mensheid. Persoonlijke kroniek 2001 (dagboek)
- 2003 - Heldinnen (samen met fotograaf Eric van den Elsen)
- 2004 - Man zoekt vrouw om hem gelukkig te maken (verhalenbundel, ISBN 9789051088700, gepubliceerd onder pseudoniem Yusef el Halal samen met een groep collega-schrijvers onder wie Jacob van Duijn, Ingmar Heytze, Ernest van der Kwast en Steven Verhelst. Twee verhalen in de bundel zijn van Giphart; Twee Marokkanen en een boot en De heuvels van Mekka)
- 2006 - Grand dessert (recepten geschreven door Ronald Giphart)
- 2008 - Sonnie, de weggelopen roti-pannenkoek (kookboek over pannenkoeken met een voorwoord van Ronald Giphart; Patat of pannenkoeken?)
- 2008 - Keukenprins, 100 dagen lezen en schrijven over eten
- 2010 - Eten, drinken en slapen (in samenwerking met: Jonnie Boer en Sergio Herman)
- 2012 - Het leven, de liefde en de lusten (in 50 Amsterdamse cafés, bars en kroegen)
  - Living, loving, longing (Engelse vertaling)
- 2012 - Puurst (kookboek van Jonnie Boer & Thérèse Boer. Ronald Giphart heeft ca. 30 recepten geschreven)
- 2013 - TopSpots Stockholm (alleen in het Engels verkrijgbaar)
- 2014 - TopSpots in en om Utrecht (Ronald Giphart en Jan Bartelsman bezoeken een selectie van de Utrechtse horeca met foto's en teksten)
- 2015 - Vurrukkulluk (literair kookboek in samenwerking met zijn vrouw Mascha Lammes)
- 2016 - Mismatch: hoe we dagelijks worden misleid door ons oeroude brein (coauteur Mark van Vugt)
  - Uyumsuzluk (Turkse vertaling Mismatch)
  - Mismatch (Engelse vertaling)
  - Mismatch (Chinese vertaling)
- 2019 - Topspots: De veertig euro club (Restaurants met de lekkerste menu’s rond de veertig euro en lager, Amsterdam en Noord-Holland) (Ronald Giphart bespreekt hier 8 restaurants)
- 2019 - Breda (Inspirerende recepten van drie vrienden die vol bravoure culinair Nederland veroveren)
- 2020 - Wie waarlijk leeft (biografie over politiek en leven van zijn moeder Wijnie Jabaaij)
- 2020 - GAST! (Het geheim van Hof van Saksen)
- 2020 - De wereld thuis (geschreven samen met Mascha Lammes)
- 2021 - Beer [Het bijzondere verhaal van De Beren en Ad Schaap]
- 2021 - In een boek logeer je uiteindelijk het beste (bloemlezing met onder andere het verhaal The Chelsea van Ronald Giphart)
  - The Best Place for You to Stay is Ultimately a Book (Engelse vertaling)
- 2022 - Mijn beste werk [In de leer bij Leeuwendaal]
- 2022 - De familie KFC [Hoe een Rotterdams gezin Nederland leerde kluiven]
- 2023 - Ik mis mij ook (geschreven samen met Mascha Kamphuis) [Leven met niet-aangeboren hersenletsel]
- 2023 - Alleen maar leuke mensen [25 jaar Westcon-Comstor Nederland]
- 2024 - Leven van de wind [Lotgevallen van drie vrienden vrienden duurzame energie]
- 2024 - Dat maakt ons helemaal niets uit [met zijn zoon Broos Lammes (1998)]

#### Overig
- 1993 - Kwadraats groot literair lees kijk knutsel en doe vakantieboek (met Coen Reidingk en Brett Tanner)
- 1995 - De beste schrijver van Nederland (samen met Bert Natter geschreven)
- 1997 - De ontdekking van de literatuur (samen met Bert Natter)
- 2003 - Decemberzegels 2003 (postzegels zijn voorzien met teksten van Ronald Giphart)
- 2010 - De blinde reiziger (gedicht in een luciferdoosje)
- 2011 - Piet Verliefd (Sinterklaaskinderboek)
- 2015 - Privé-domein scheurkalender 2016 (scheurkalender met fragmenten uit Het leukste jaar uit de geschiedenis van de mensheid)
- 2015 - Kuipkoorts (jaarverslag van Feyenoord in samenwerking met Rob van Scheers)
- 2022 - Stadscantate (Slijkburgerssonnet)
- 2023 - Een familie & een Griekse god (meegeschreven met Elle van Rijn, Roos Schlikker en Femmetje de Wind)
- 2023 - Het beste van jezelf

## Filmografie
- 2001 - Ik ook van jou (regie: Ruud van Hemert)
- 2003 - Phileine zegt sorry (regie: Robert Jan Westdijk)
- 2003 - Egoland (televisieserie van BNN) (regie: Henk Beumers)
- 2005 - Ik omhels je met 1000 armen (regie: Willem van de Sande Bakhuyzen)

## Televisieseries
- 2003 - Vereeniging het Volk is gansch de taal (duopresentatie met Martine Tanghe, bij de NPS en Canvas)
- 2003 - In het afzien van... (presentatie van een televisierubriek samen met de makers van Fokke & Sukke bij BNN op het toenmalige Nederland 2[4][5][6][7])
- 2005 - Hondjes (teksten bij VPRO's Villa Achterwerk, regie Rishu Veldhuis)
- 2007 - De co-assistent (scenario samen met Jeroen van Baaren naar het boek van Anne Hermans, te zien op Net5)
- 2007 - GiG - Giphart in gesprek (presentatie, talkshow op RTV Utrecht)